# Remode 1
『Remode 1』（リモードワン）は、globeのセルフリプロダクト・アルバム第1弾。2015年8月5日に発売。発売元はavex globe。

## 解説
globeのデビュー20周年プロダクトの第1弾としてリリースされた。シングル・アルバムから小室哲哉自身がセレクトした楽曲をリアレンジ。
マスタリングなどの最終処理はロンドンのSarm West Studiosで行われた。これは2014年に小室のスタジオにアクスウェル・アンド・イングロッソが訪問した際、2人に勧められたことがきっかけである。
ミックスは小室作品の多くを手掛けるDave Ford、マスタリングは、Swedish House Mafiaやニッキーロメロ、アレッソなどのマスタリングも手掛けているKevin Graingerが担当。
ニコニコ生放送ではアルバム発売に先駆けて特番が組まれ、その席で収録予定の曲を発表し、その後「FACES PLACES」の音源制作風景が放送された。
一部トラックのKEIKOによるボーカル音源はオリジナルと別テイクが使用され、マーク・パンサーのラップも一部新緑されている。
当初は「Judgement」ではなく「a song is born」のglobeバージョン収録を告知していた。
翌2016年には第2弾として『Remode 2』が発売された。

## 収録曲
- 全作曲・編曲:小室哲哉
- 作詞:小室哲哉 (Disc-1 #7,#9)
- 作詞:小室哲哉　Rap words:MARC (Disc-1 #1,#5 Disc-2 #2,#4)
- 作詞:小室哲哉&MARC (Disc-1 #2,#3,#4,#6,#8,#10 Disc-2 #7,#8,#10)
- 作詞:MARC&小室哲哉 (Disc-2 #1)
- 作詞:KEIKO (Disc-2 #5,#6)
- 作詞:MARC&KEIKO (Disc-2 #3)
- 作詞:KEIKO&MARC (Disc-2 #9)

★はオリジナルとは別テイクのボーカルトラックが使用された楽曲
☆はマークのラップが新録された楽曲
- Disc.1
  1. Many Classic Moments
  2. FACE
  3. You are the one★
  4. Love again
  5. Judgement☆
  6. UNDER Your Sky☆
  7. Shine on you☆
  8. Wanderin' Destiny
  9. SWEET PAIN
  10. FACES PLACES★
- Disc.2
  1. wanna Be A Dreammaker☆
  2. SHIFT
  3. garden
  4. OVER THE RAINBOW☆
  5. on the way to YOU
  6. 楽園の嘘
  7. FREEDOM
  8. Anytime smokin' cigarette
  9. still growin' up
  10. Is this love

## クレジット
- Guitars:松尾和博
- Mixed:Dave Ford
- Mastered:Kevin Grainger
- Recorded:岩佐俊秀、みねさきとし、沢田悠介
- A&R:佐々木淳、しらかみひでと
- General Producer:伊東宏晃、 阿久津明、樋口慎太郎、米田英智、下川大介
- Executive Supervisor:千葉龍平、林真司、竹内成和
- Executive Producer:松浦勝人